# بلعربي
بلعربي بلدية بدائرة مصطفى بن إبراهيم ولاية سيدي بلعباس الجزائرية.
تأسست بدءا من *القصر* كان ذلك سنة 1880, ويقال ان أول من سكن المنطقة عائلة كان افرادها يمتازون بقصر القامة ثم سميت ب بودانس 1923 نسبة لاحد المعمرين الفرنسيين، وبعد الاستقلال سنة 1964 اطلقت عليها اسم بلعربي نسبة لأحد شهداء منطقة بلعربي الذي قتلته السلطات الفرنسية.
بلدية بلعربي إحدى بلديات دائرة مصطفى بن إبراهيم فهي تقع جنوب بلدبة سيدي بلعباس، يحدها شمالا بلدية زروالة وبلدية تلموني، وغربا بلدية حاسي دحو، وشرقا بلدية مصطفى بن إبراهيم، وجنوبا كلا من بلدية تنيرة وبلدية سفيزف. تبلغ مساحة بلدية بلعربي 10644 كم2.

## أصل التسمية
سميت المدينة عند تأسيسها إبان الاحتلال الفرنسي باسم المعمر الفرنسي «بودانس», وفي ستينيات القرن العشرين بعيد استقلال الجزائر أعيد تسمية المدينة وقيل في سبب تسميتها، ان من سماها حافظ على ان تبقى المدينة تحمل اسم أحد مجاهدي المنطقة فكان أن سميت باسم المجاهد المشهور في هذه المنطقة «قائد بلعربي».

## تاريخها
لا يعرف بالضبط تاريخ المنطقة قبل الاحتلال الفرنسي لكن تذكر إحدى الروايات الشفوية ان المنطقة قبل الاحتلال كانت غابة تسمى بـ «غار السبع» ويضيف نفس المصدر ان سبب تسميتها بذلك كونها كانت ملجأ للأسود. المرجح ان الفرنسيين قاموا بتخطيط المدينة وتعميرها بدايات ثمانينيات القرن التاسع عشر ويذكر موقع ألجي - روا.نت الفرنسي ان تاريخ تاسيس المدينة كان سنة 1892 ، أي بعد حوالي خمسين سنة من تأسيس مدينة سيدي بلعباس 1843, لكن هناك اعتقاد ان هذا التاريخ هو نهاية التعمير لا بدايته لان هذا التاريخ (1892) يظهر على أعلى باب مدخل أحد المنازل الفرنسية القديمة الموجودة بقائد بلعربي كدلالة لسنة انتهاء بناء هذا المنزل، وفي هذا دليل على ان الوجود السكاني بالمدينة بدأ قبل هذا التاريخ.
كانت المدينة في بداية الامر عبارة عن بعض المنازل الريفية تتبع إداريا لبلدية عين تالوت، حتى سنة 1900 حيث زاد التوسع السكاني والعمراني تقرر ان تصبح قائد بلعربي بلدية مستقلة تابعة إداريا لمحافظة وهران حسب التقسيم الإداري الفرنسي انذاك. ثم ظهرت بعد ذللك التجمعات السكانية للجزائريين في حي ما أصبح يعرف الآن بالحي الشعبي «القرابة», وكانت هذه التجمعات العربية أقامها المزارعون والعمال الذين عملوا بمزارع المعمرين الفرنسيين التي تحيط المدينة.

## الجغرافيا والطابع العمراني

### الموقع الفلكي
عمرت المدينة على ارض تلية منبسطة نسبيا تتكون المدينة من شطرين يفصلها ما يشبه الوادي صغير فيشكل الشطر الأول الحي الشعبي أو الحي العربي القديم («لقرابة» فيما يشكل الشطر الثاني الحي الأوربي أو (الفيلاج كما يسمى محليا) والذي يعني القرية بـالفرنسية. ويتميز هذا الحي من الناحية المعمارية بالصبغة الاوربية الواضحة. وعلاوة على هذين الحيين الكبيرين، توجد أحياء أخرى بنيت في فترات مختلفة من تاريخ تعمير المدينة، حيث نجد الكثير من الأحياء قد بنيت خلال فترة السبعينيات والثمانينات من القرن الماضي. كحي «الزدمة» وحي «100 مسكن» أما خلال التسعينات والعشرية التي تليها لم تعرف المدينة حركة عمرانية كبيرة، إلا أنه خلال السنوات الأخيرة ظهر نشاط تعميري متزايد خاصة في الضاحية الشمالية والجنوبية من المدينة على محور الطريق الوطني.

## السكان والنشاط السكاني
يعيش بقائد بلعربي حوالي 23.000 نسمة (إحصائيات 2008) ينحدر أغلبهم من أصول عربية، يتشكلون في ما يسمى محليا بالعروش، يشتغل الكثير من سكان المنطقة بالزراعة كون المدينة تقع في وسط منطقة سهلية، وتعد زراعات الكروم، القمح والشعير، أهم المحاصيل كما نجد بصفة أقل زراعة الزيتون والحمضيات. تشكل التجارة باختلافها، قطاعا مهما من النشاط السكاني أما قطاع الصناعة، فلا يساهم كثيرا، ويتمثل هذا القطاع بمصانع صغيرة بالمدينة كمصنع الحليب ومطاحن الحبوب، وبعض المصانع القديمة التي وُرثت عن الاستعمار، والتي تختص في صناعة منتجات الأعناب كالخمور والخل.